# イグナシオ・ソコ
イグナシオ・ソコ・エスパルサ（Ignacio Zoco Esparza、1939年7月31日 - 2015年9月28日）は、スペイン・ナバラ州ガルデ出身の元同国代表サッカー選手。現役時代のポジションはMF。

## 経歴
1959年にオサスナでプロデビュー。1960年1月10日のレアル・オビエド戦でリーガ・エスパニョーラの試合に初めて出場した。
1962年にレアル・マドリードへ移籍したが、移籍後初シーズンは13試合の出場にとどまったものの、その後スターティングメンバーに選ばれることも増え、1965-66シーズンのUEFAチャンピオンズリーグ優勝などのタイトル獲得に貢献。フランシスコ・ヘントの引退後はキャプテンも務めた。同クラブには通算12年間在籍し、公式戦434試合に出場するなどし、掲げたタイトルは12にものぼる。
スペイン代表においても1964 欧州ネイションズカップ優勝に貢献、2年後の1966 FIFAワールドカップなどに出場している。
2015年9月28日、マドリード市内の病院にて死去。享年76歳。

## タイトル

### クラブ
レアル・マドリード
- プリメーラ・ディビシオン : 7回 (1962-63, 1963-64, 1964-65, 1966-67, 1967-68, 1968-69, 1971-72)
- コパ・デル・レイ : 2回 (1969-70, 1973-74)
- UEFAチャンピオンズカップ : 1回 (1965-66)

### 代表
スペイン代表
- UEFA欧州選手権 : 1回 (1964)